# Rapariegos (kommunhuvudort)
Rapariegos är en kommunhuvudort i Spanien.   Den ligger i provinsen Provincia de Segovia och regionen Kastilien och Leon, i den centrala delen av landet, 110 km nordväst om huvudstaden Madrid. Rapariegos ligger 858 meter över havet och antalet invånare är 245.
Terrängen runt Rapariegos är platt. Runt Rapariegos är det glesbefolkat, med 9 invånare per kvadratkilometer. Närmaste större samhälle är Arévalo, 6,7 km sydväst om Rapariegos. Trakten runt Rapariegos består till största delen av jordbruksmark.